# Gaston De Ruymbeke
Gaston de Ruymbeke, de son vrai nom Maurice Victor van Ruymbeke, né le 8 janvier 1903 à Thieu et mort le 26 avril 1992 à Marseille, est un footballeur belge évoluant au poste d'ailier gauche. Il est le grand-oncle du magistrat Renaud Van Ruymbeke, l'oncle d'André Van Ruymbeke et le frère des footballeurs Bobby, Douglas et Joseph de Ruymbeke, tous ayant évolué à l'Olympique de Marseille.
Gaston porte le maillot de l'OM dès 1922 et remporte le Championnat de France amateur de football 1928-1929. Il a aussi participé à la Coupe de France de football 1923-1924 en participant à la demi-finale ; il n'est cependant que remplaçant lors de la finale victorieuse. Il en est de même pour celle de la saison 1926-1927 ; il marque néanmoins un but en seizièmes de finale contre le FEC Levallois.

## Sources
- (fr) Alain Pécheral, La grande histoire de l'OM (Des origines à nos jours), L'Équipe, 2007, 507 p. (ISBN 2916400079), « Parents connus, enfants célèbres : bon sang... », p. 46-49